# أستريد أس
أستريد سميبلاس (ولدت 29 أكتوبر 1996)، معروفة مهنياً باسم أستريد أس، هي مغنية وكاتبة أغاني نرويجية.

## ديسكوغرافيا

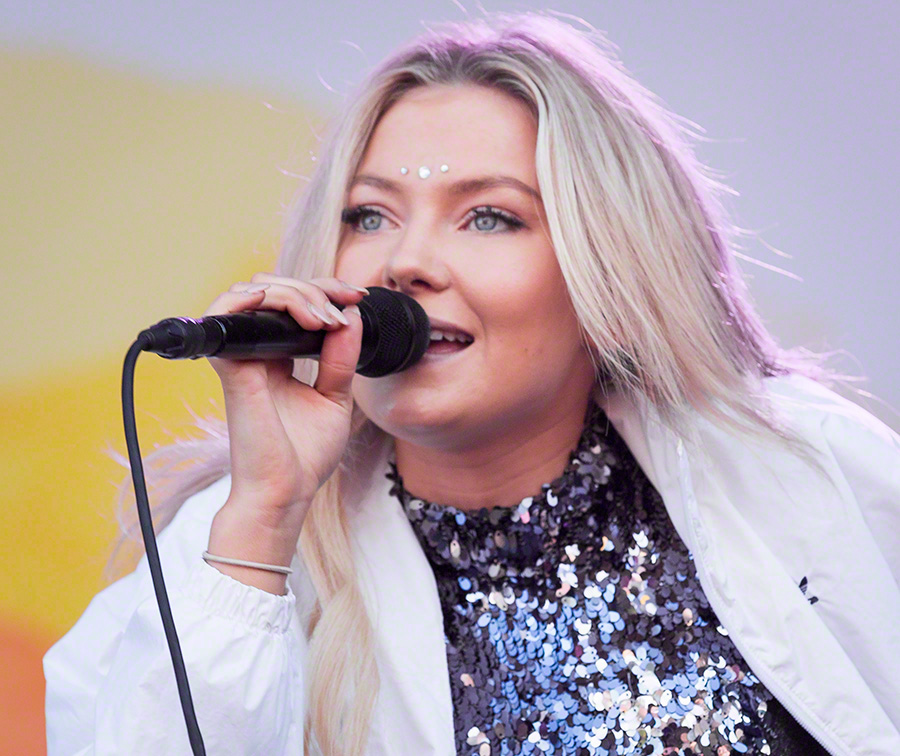
أستريد أس في ستافرنفستيفالن في عام 2016

### الألبومات
| العنوان    | تفاصيل الألبوم                                                              | أعلى مرتبة في المخططات | أعلى مرتبة في المخططات | أعلى مرتبة في المخططات |
| العنوان    | تفاصيل الألبوم                                                              | DEN                    | NZ Heat                | SWE                    |
| ---------- | --------------------------------------------------------------------------- | ---------------------- | ---------------------- | ---------------------- |
| أستريد أس  | - تاريخ الصدور: 20 مايو 2016 - الشركة: آيلاند ريكوردز - الشكل: تحميل ديجتال | 38                     | —                      | 40                     |
| بارتي أوفر | - تاريخ الصدور: 30 مايو2017 - الشركة: آيلاند ريكوردز - الشكل: تحميل ديجتال  | —                      | 5                      | 22                     |

### الأغاني

#### كفنانة منفردة
| العنوان                                                      | السنة | المراتب في القوائم | المراتب في القوائم | المراتب في القوائم | المراتب في القوائم | المراتب في القوائم | المراتب في القوائم | المراتب في القوائم |
| العنوان                                                      | السنة | NOR                | AUS                | BEL (FL)           | BEL (WA)           | NZ                 | SWE                | UK                 |
| ------------------------------------------------------------ | ----- | ------------------ | ------------------ | ------------------ | ------------------ | ------------------ | ------------------ | ------------------ |
| "Shattered"                                                  | 2013  | 4                  | —                  | —                  | —                  | —                  | —                  | —                  |
| "2AM"                                                        | 2014  | —                  | —                  | —                  | —                  | —                  | —                  | —                  |
| "2AM" (ماتوما Remix)                                         | 2014  | 13                 | —                  | —                  | —                  | —                  | —                  | —                  |
| "Hyde"                                                       | 2015  | 8                  | —                  | —                  | —                  | —                  | —                  | —                  |
| "Paper Thin"                                                 | 2015  | 20                 | —                  | —                  | —                  | —                  | —                  | —                  |
| "Hurts So Good"                                              | 2016  | 6                  | —                  | —[A]               | —[B]               | 18                 | 41                 | 176                |
| "Breathe"                                                    | 2017  | 3                  | 97                 | —                  | —                  | —[C]               | 41                 | —                  |
| "Bloodstream"                                                | 2017  | —                  | —                  | —                  | —                  | —                  | —                  | —                  |
| "Party's Over"                                               | 2017  | —                  | —                  | —                  | —                  | —                  | —                  | —                  |
| "Vi er perfekt men verden er ikke det"                       | 2017  | 23                 | —                  | —                  | —                  | —                  | —                  | —                  |
| "Such a Boy"                                                 | 2017  | 2                  | —                  | —                  | —                  | —[D]               | —                  | —                  |
| "Think Before I Talk"                                        | 2017  | —                  | —                  | —                  | —                  | —                  | —                  | —                  |
| "—" denotes a single that did not chart or was not released. |       |                    |                    |                    |                    |                    |                    |                    |

#### كفنانة مشاركة
| العنوان                                                      | السنة | الألبوم           |
| ------------------------------------------------------------ | ----- | ----------------- |
| "Running Out" (ماتوما with Astrid S)                         | 2015  | هاكونا ماتوما     |
| "Air" (شون مينديز featuring Astrid S)                        | 2015  | هاندريتين         |
| "Dawn" (iSHi featuring Astrid S)                             | 2015  | سبرينغ بيسيس      |
| "Waiting for Love" (أفيتشي featuring Astrid S with Prinston) | 2015  | ستوريز            |
| "Dust" (CLMD featuring Astrid S)                             | 2016  | non-album singles |
| "All Night" (ذا فامبس وماتوما بمشاركة Astrid S)              | 2017  | non-album singles |
| "Just for One Night" (Blonde featuring Astrid S)             | 2017  | non-album singles |

## الجولات

### الحالية
- Party's Over World Tour (2017)

### المساعدة
- تروي سيفان – Blue Neighbourhood  (2016)
- تروي سيفان – Suburbia  (2016)

## الجوائز والترشيحات
| السنة | المنظمة                 | الجائزة                                                                  | العمل           | النتيجة |
| ----- | ----------------------- | ------------------------------------------------------------------------ | --------------- | ------- |
| 2015  | MTV Europe Music Awards | Best Norwegian Act                                                       | Astrid S        | فوز     |
| 2015  | P3 Gull                 | Årets Nykommer (Newcomer of the Year)                                    | Astrid S        | فوز     |
| 2015  | P3 Gull                 | Årets Låt (Song of the Year)                                             | "2AM"           | فوز     |
| 2016  | MTV Europe Music Awards | Best Norwegian Act                                                       | Astrid S        | رُشِّح     |
| 2017  | Spellemannprisen '16    | Årets Nykommer & Gramostipend (Newcomer of the Year & Gramo scholarship) | Astrid S        | فوز     |
| 2017  | Spellemannprisen '16    | Årets Låt (Song of the Year)                                             | "Hurts So Good" | رُشِّح     |

## وصلات خارجية
- أستريد أس على موقع IMDb (الإنجليزية)
- أستريد أس على موقع ميوزك برينز (الإنجليزية)
- أستريد أس على موقع أول ميوزيك (الإنجليزية)
- أستريد أس على موقع ديسكوغز (الإنجليزية)
- أستريد أس على موقع قاعدة بيانات الفيلم (الإنجليزية)

- الموقع الرسمي
- Astrid S  على فيسبوك.
- Astrid S على إنستغرام
- أستريد أس على ساوند كلاود
- Interview with Teen Vogue